# Arno Piters
Arno Piters (1980) is een Nederlands klarinettist.

## Opleiding
Piters studeerde klarinet en esklarinet bij Jan Cober en Willem van der Vuurst aan het Conservatorium Maastricht en studeerde af met onderscheiding. Hij studeerde verder aan het Conservatorium van Amsterdam bij George Pieterson waar hij opnieuw zijn diploma met onderscheiding haalde. Masterclasses volgde hij bij o.a. Sabine Meyer. 

## Activiteiten
Sinds 2004 is Piters esklarinettist van het Koninklijk Concertgebouworkest. Daarvoor was hij anderhalf jaar (es)klarinettist bij het Radio Symfonie Orkest. 
Daarvoor speelde Piters al in onder meer het Nationaal Jeugd Orkest, het Gustav Mahler Jugend Orchester en het European Union Youth Orchestra. Hij werkte daarbij onder dirigenten als Pierre Boulez, Bernard Haitink en Vladimir Asjkenazi. Hij remplaceerde in bijna alle Nederlandse symfonieorkesten en ensembles, waaronder het Limburgs Symfonie Orkest, het Orkest van het Oosten, het Nederlands Philharmonisch Orkest, het Radio Symfonie Orkest, het Koninklijk Concertgebouworkest, het Nederlands Blazers Ensemble, het Asko Ensemble en de Ebony Band. 
Piters is ook actief in de kamermuziek en treedt ook op als solist in soloconcerten met orkest. Hij maakte cd-opnamen met werk van Ástor Piazzolla, Johannes Brahms, Robert Schumann en Igor Stravinsky.